# Need for Speed: Rivals
Need for Speed: Rivals é um jogo eletrônico de corrida em mundo aberto que foi desenvolvido pela desenvolvedora sueca Ghost Games e que é publicado pela Electronic Arts. Foi lançado em Novembro de 2013 para Xbox 360, Xbox One, Microsoft Windows, PlayStation 3 e PlayStation 4.
Após o sucesso comercial e crítico de Need for Speed: Hot Pursuit de 2010, os executivos da Criterion Games declararam que queriam se basear nas raízes da série e reintroduzir velhos ideais de Need for Speed. Com a EA Canada e a Black Box reestruturadas e reorientadas para jogos on-line e free-to-play em fevereiro de 2012, a EA já havia formado um novo estúdio em 2011, EA Gothenburg (mais tarde conhecido como Ghost Games), que decidiu usar o mecanismo Frostbite 3 em Rivals. Em 30 de agosto de 2013, Marcus Nilsson, chefe da Ghost Games, declarou que o estúdio recebeu o encargo total da franquia Need for Speed e que a franquia que estava sendo trocada entre vários estúdios da EA não era "consistente" com diferentes tipos de jogos.
O jogo foi bem recebido pelos críticos na E3 2013 e foi premiado com o "Melhor Jogo de Corrida" do Game Critics Awards. Também recebeu críticas principalmente positivas após o lançamento. Foi seguido em 2015 por Need for Speed: No Limits e pela reinicialização sem título desta franquia .

## Jogabilidade
O jogo permanece com o estilo de seus antecessores sobre pistas de personalizações de veículos estéticas, como atualizações de desempenho, trabalhos de pintura, decalques e juntas podem ser modificados. A Ferrari retornou à franquia, pela primeira vez em 11 anos, desde Need for Speed: Hot Pursuit 2, em 2002 (embora tenha aparecido em 2009 com a mudança de conteúdo para download do Xbox 360) sendo um F12 Berlinetta como o primeiro veículo confirmado.
Need for Speed: Rivals conta com jogabilidade semelhante a Need for Speed: Hot Pursuit de 2010, essa franquia com carros exóticos e perseguições de polícia em alta velocidade. Os jogadores assumem o papel de um piloto ou um policial, ambos tem diferentes desafios, riscos e benefícios. Rivals conta com onze aparelhos atualizáveis, como EMPs, ondas de choque e a capacidade de chamar bloqueadores nas estradas. O mundo aberto contará vários saltos, armadilhas de velocidade e carros desbloqueáveis.
O jogo usa Autolog, o sistema da concorrência entre amigos desenvolvido pela Criterion para o Hot Pursuit. Ele permite que os jogadores comparem estatísticas e desafiar amigos a qualquer hora, em qualquer lugar e compartilhar as conquistas com os amigos e rivais. O jogo apresenta um novo sistema social chamado AllDrive, que permite que os jogadores joguem sozinhos, para jogar com os amigos, descreveu como "destruir a linha entre single player e multiplayer." Isto permite aos jogadores se envolverem em jogo, bem como jogar uns contra os outros. O jogo também apresenta um sistema de tempo dinâmico, que "faz o mundo se sentir vivo em um sentido muito maior do que qualquer outra necessidade para o jogo".

## Desenvolvimento
Em 2010, a Criterion Games reviveu a série com o lançamento de Need for Speed: Hot Pursuit, um remake do jogo de 1998 de Need for Speed III: Hot Pursuit, já que ganhou vários prêmios, tornou-se o maior jogo em Need For Speed, e vendeu mais de 8,5 milhões de cópias. Os executivos da Criterion Games afirmaram que queria criar o jogo a partir das raízes da série e reintroduzir a antiga necessidade para a velocidade ideais (carros exóticos, belas paisagens, perseguições policiais, etc.) No entanto, em 2011, a EA Black Box ampliou a queda com o lançamento de Need for Speed: The Run, que recebeu críticas mistas e foi em geral considerado uma grande decepção em comparação com Hot Pursuit . Em 2012, a EA disse que, embora ele estava orgulhoso da Black Box estar envolvida com o projeto, queria mais: "Eu não quero uma nota 60, eu quero uma nota + de 80".

## Recepção
O Need for Speed Rivals foi bem recebido pelos críticos na E3 2013 e foi premiado com o "Melhor Jogo de Corrida" do Game Critics Awards. Os visualizadores que tiveram acesso a Rivals, chamaram o jogo de sucessor espiritual do Need for Speed: High Stakes, de 1999, citando um estilo de jogo semelhante, enquanto outros o chamaram de uma versão aprimorada do Hot Pursuit da Criterion Games, citando uma mecânica de jogo semelhante
Recebeu críticas principalmente positivas após o lançamento. O site de análise agregada Metacritic forneceu a versão PlayStation 4 80/100, a versão Xbox One 75/100, versão Windows 76/100, e a Xbox 360 versão 76/100.
Steve Hannley, da Hardcore Gamer, deu 4,5 / 5 ao jogo, dizendo: "É cru, visceral, intenso e possui uma tonelada de valor de repetição, graças a mais de cem eventos e multiplayer online contínuo". Daniel Krupa, da IGN, marcou o jogo em 8.0 e afirmou:" Rápido, furioso e divertido. NFS: Rivals combina Hot Pursuit e Most Wanted com grande efeito. "GamesRadar elogiou os visuais e os controles, chamando-os de "absolutamente lindos" e "lisos", respectivamente. Pino criticou a personalização e os danos do carro, mas elogiou o mundo do jogo por se sentir vivo. Martin Robinson, da Eurogamer , deu uma nota 9/10 ao jogo e chamou de "fantástico". Ele falou bem da jogabilidade de ação geral, do sistema de pontos, do design de som dos carros, do visual e do design do mundo. As principais críticas de Robinson foram sobre a trilha sonora "desagradável", a incapacidade de pausar o jogo, o tamanho do mundo e os sistemas de remoção de veículos.
A recepção negativa se concentrou nos muitos bugs e falhas do jogo e nas frustrações pela falta de servidores dedicados do jogo, desencadeando a migração frequente de hosts. Havia também muitos recursos conflitantes do jogo que causavam frustrações para os jogadores, como policiais perseguindo jogadores sem nenhum motivo e a incapacidade de pausar o jogo a qualquer momento. A Ghost Games também removeu a capacidade de mudar da transmissão automática para a manual.